# Balustrada
Balustrada (fran. balustrade, ograja, naslon iz stebričkov; ital. balaustrata, nižji zid) je v arhikteturi izraz za ograjo na balkonu ali stopnišču. 
Balustrada je doprsni ali tudi nižji zid na balkonu, stopnišču ali terasi, oprt na vrsto okroglih ali mnogorobih stebričkov.

## Struktura
Ograja je sestavljena iz vertikalnih nosilcev (stebričkov) - mnogokotni ali okrogli profilirani, ki se imenujejo balustri, podnožja, zgornje prirobnice, naslona in podstavka (piedestal).

## Uporaba
Balustradne ograje se uporabljajo kot dekoracija vrta, palač, cerkev in dekoracijo doma za balkone in terase. Tovrstne zunanje stopniščne ograje so še posebej priljubljen.

## Zgodovina
Začetki segajo v antiko. V poznem gotskem obdobju severno od Alp, so našli ograje s krogovičjem običajno na zunanji arhitekturi cerkva. V sredozemski regiji, predvsem v Italiji in Dalmaciji, so bile pogoste tudi pri profanih objektih za ograditev verande.
Pogosto so se balustradne ograje uporabljale v renesansi, baroku in rokokoju kot okrasni in funkcionalni arhitekturni element. Raznolikost oblik se je povečala v 19. stoletju z uporabo litega betona v umetniško predelane oblike. V 20. stoletju je vpliv Bauhaus in nove stvarnosti spodbujal uporabo preprostih geometrijskih oblik, namenjenih ograjam na stopniščih, na verandah in fasadah.